# Boulevard Métropolitain
Le boulevard Métropolitain est une voie de Montréal.

## Situation et accès
Ce boulevard, d'orientation est-ouest, est situé sur l'île de Montréal.

## Historique
Inauguré en 1960, il est la voie de service de l'autoroute Métropolitaine (A-40) entre l'autoroute 520 dans l'arrondissement de Saint-Laurent (direction ouest) et la ville de Mont-Royal (direction est) et le boulevard Maurice-Duplessis dans l'arrondissement Rivière-des-Prairies–Pointe-aux-Trembles à Montréal.
Il est nommé chemin de la Côte-de-Liesse entre l'autoroute de la Côte-de-Liesse (A-520) et l'autoroute des Laurentides (A-15) au nord (pour la direction ouest), de même que jusqu'au boulevard de l'Acadie au sud (pour la direction est). Il porte le nom de boulevard Crémazie entre le boulevard de l'Acadie et la limite ouest de Saint-Léonard (près du boulevard Provencher). Il se nomme boulevard Métropolitain à partir de la limite ouest de l'arrondissement de Saint-Léonard jusqu'au boulevard Maurice-Duplessis dans l'arrondissement de Rivière-des-Prairies–Pointe-aux-Trembles.